# Olcott (cràter)
Olcott és un cràter d'impacte relativament recent situat a la cara oculta de la Lluna. Es troba al sud-sud-est dels cràters Seyfert i Polzunov, i al nord de Kostinskiy.

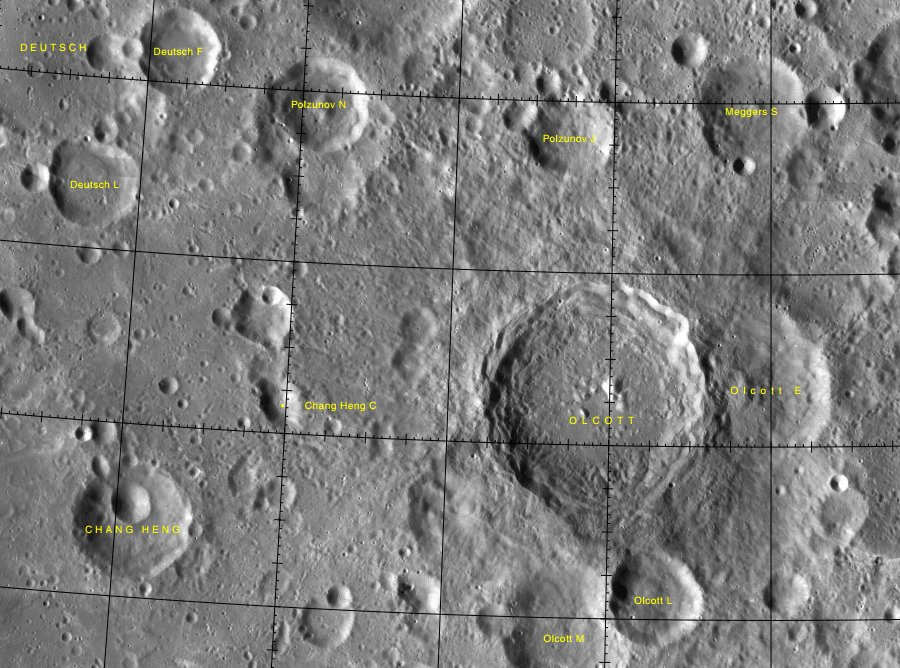
Localització d'Olcott (centre dreta de la imatge)
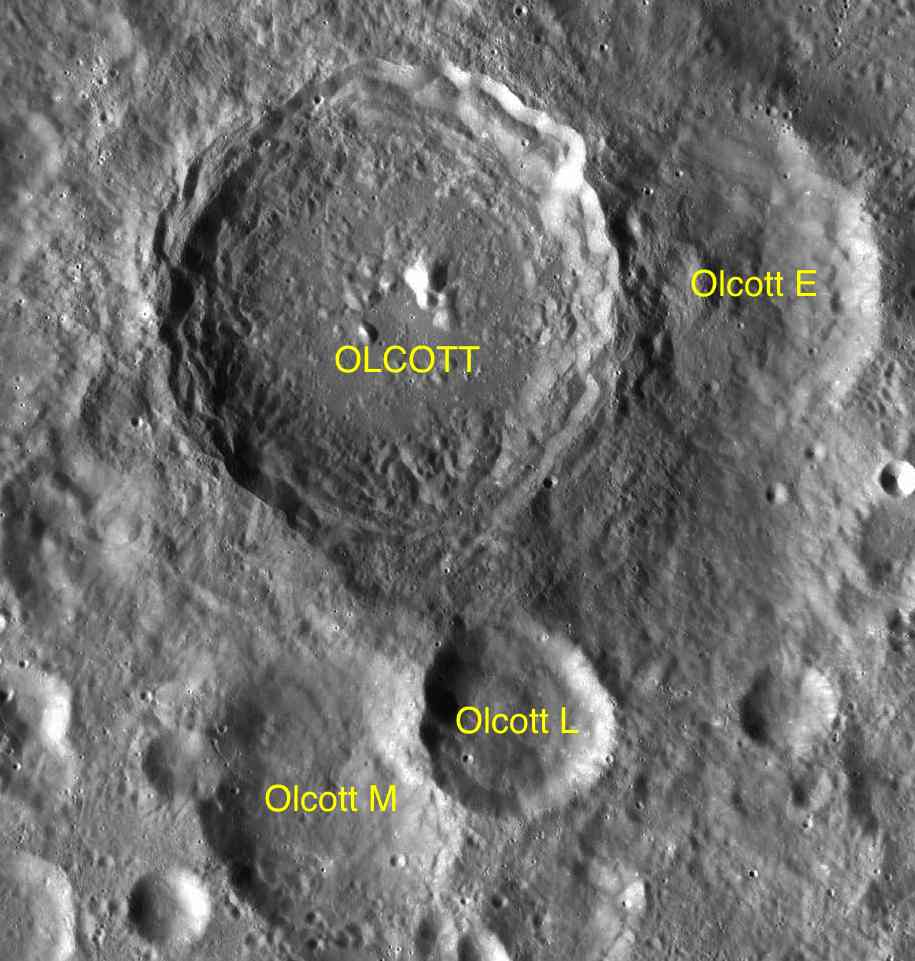
Cràters satèl·lit

Aquest cràter no té cap aspecte significatiu d'erosió per impactes posteriors, i els seus trets apareixen relativament ben definits. La vora de la vora és generalment de forma circular, amb un lleuger voluminós cap al nord-est i una protuberància més gran cap al sud. Presenta rampes exteriors i algunes terrasses i zones desplomades a les parets internes. Diverses crestes baixes són a prop del punt mig interior, amb una parella d'elevacions situades cap a occident, a prop del centre, i els pics orientals més desplaçats cap a l'exterior.
Els cràters satèl·lit Olcott M i Olcott L formen un parell superposat sobre la muralla exterior del sud d'Olcott, amb el més petit, Olcott L que se superposa a Olcott M. El cràter satèl·lit Olcott E està parcialment cobert per la vora est de Olcott.

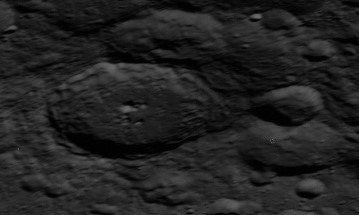
Fotografia de la missió Apollo 14
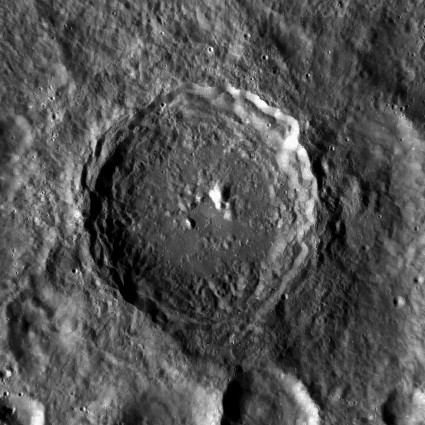
Fotografia de la missió LRO

Abans de ser nomenat el 1970 per la UAI, aquest cràter era conegut com a «Cràter 209».

## Cràters satèl·lit
Per convenció aquests elements són identificats en els mapes lunars posant la lletra en el costat del punt central del cràter que està més proper a Olcott.
| Olcott | Coordenades                            | Diàmetre |
| ------ | -------------------------------------- | -------- |
| E      | 20° 54′ N, 119° 48′ E / 20.9°N,119.8°E | 59 km    |
| L      | 18° 18′ N, 118° 36′ E / 18.3°N,118.6°E | 36 km    |
| M      | 17° 54′ N, 117° 36′ E / 17.9°N,117.6°E | 46 km    |